# Delkenheim
Delkenheim est un quartier de la ville de Wiesbaden en Allemagne.